# هایکو لاسیگ
هایکو لاسیگ (انگلیسی: Heiko Laeßig؛ زادهٔ ۱۸ ژوئن ۱۹۶۸) بازیکن فوتبال اهل آلمان است.
از باشگاه‌هایی که در آن بازی کرده‌است می‌توان به باشگاه فوتبال اوردینگن ۰۵، باشگاه فوتبال ردبول زالتسبورگ، و باشگاه فوتبال ماگدبورگ ۱ اشاره کرد.